# 박재엽
박재엽(2006년 1월 23일 ~ )은 KBO 리그 롯데 자이언츠의 포수이다.

## 롯데 자이언츠시절
2025년에 입단하였다. 2025년 6월 18일 한화 이글스와의 경기에 선발 출장하며 데뷔 첫 경기를 치렀고, 경기에서 2타수 2안타(1홈런) 2득점 3타점 2사사구을 기록했다.

## 출신 학교
- 대연초등학교
- 부산개성중학교
- 부산고등학교